# Rondonópolis Airport
Rondonópolis Airport är en flygplats i Brasilien.   Den ligger i kommunen Rondonópolis och delstaten Mato Grosso, i den centrala delen av landet, 700 km väster om huvudstaden Brasília. Rondonópolis Airport ligger 443 meter över havet.
Terrängen runt Rondonópolis Airport är kuperad västerut, men österut är den platt. Rondonópolis Airport ligger uppe på en höjd. Runt Rondonópolis Airport är det ganska tätbefolkat, med 52 invånare per kvadratkilometer.. Närmaste större samhälle är Rondonópolis, 15,9 km nordost om Rondonópolis Airport.
Trakten runt Rondonópolis Airport består till största delen av jordbruksmark.